# 로암다제
로암다제(Lo-ngam rta-rdzi, 洛昂木达孜)는 토번의 대립 짼뽀이다. 본래 토번의 호족이었다가 지쿰짼뽀를 죽이고 짼뽀가 되었다. 자신의 집을 왕궁으로 삼았고, 유일하게 네치짼뽀의 혈통이 아닌 짼뽀이다. 지쿰짼뽀의 아들들이 서부 티베트의 무당들의 도움을 받아, 모두가 갖고 싶어하는 빼어난 개 한마리의 몸에 특이한 독을 바른 뒤 로암다제에게 들여보냈고, 로암다제는 날마다 손으로 그 개를 쓰다듬다가 어느날 갑자기 쓰러져 죽었다. 이 소식을 접한 왕자들이 3천 병력을 이끌고 들이닥쳐 궁궐을 점령하였다.
| 전임 지쿰짼뽀 | 토번국 짼뽀 | 후임 부데궁게 |

| 전임 지쿰짼뽀 | 티베트의 국가 원수 | 후임 부데궁게 |